# Палац Бержинських-Терещенків
Пала́ц Бержи́нських-Тере́щенків — будинок-садиба палацового типу в місті Андрушівці (районний центр Житомирської області). Сучасний (неоренесансний вигляд) споруди відноситься до 2-ї половини XIX століття. Нині тут діє Андрушівський ліцей № 1. Це найвизначніша і найстаріша історико-архітектурна пам'ятка, туристичний об'єкт Андрушівки та району.
Палацова споруда розташована у центрі міста над ставом і оточена парком. Палац — двоповерховий у стилістиці французького неоренесансу. Зі старих часів у палаці збереглися мармурові сходи й ліплені позолочені стелі в окремих приміщеннях. До палацового комплексу, крім нього, входили оранжереї, господарчий корпус, парк тощо. Серед господарських будівель — стайні, комори та інші. Перед головним фасадом палацу зберігся великий фонтан невідомого походження.

## Історія та сьогодення пам'ятки
Андрусівка вперше згадана в 1683 році. З кінця XVII ст. село дісталося роду Бержинських, і назва змінилася на Андрушівка.
У 1848 році Станіслав Бержинський (пол. Stanisław Bierzyński) побудував у селі цукровий завод.
Першим власником палацу був поляк за походженням, камергер російського двору Станіслав Бержинський. За його наказом палац звели у середині XIX століття.
1869 року цукровий завод — перший на Житомирщині, збудований 1843 року, і графський маєток у синів Станіслава Бержинського придбав Артемій Терещенко, що започаткував династію підприємців-цукрозаводчиків і меценатів. За Артемія Терещенка було розширено парк. У часи Михайла Терещенка цегляний палац складної форми був перебудований у стилі французького неоренесансу.
Після жовтневого перевороту (1917) 25 січня 1919 року в Андрушівському палаці Терещенків був організований матросом-балтійцем М. Попелем перший Волиньревком, а в червні 1920 року тут же розмістився штаб Першої кінної армії, і зокрема, на мітингу перед місцевими селянами виступав Семен Будьонний з гарячою революційною промовою, про що дотепер сповіщає меморіальна дошка. Тоді ж палац був розграбований будьонновцями, а при відступі червоні вояки збирались підірвати споруду, але андрушівці вмовили їх дозволити розмістити в ній школу, що й було зроблено.
1975 року палацова споруда зазнала реконструкції — було добудовано другий поверх над оранжереєю, яка з'єднувала палац і господарський корпус, що втім докорінно не змінило задум і стилістику першобудівничих.
У палаці Бержинських-Терещенків дотепер міститься Андрушівський ліцей № 1. Зберігся досить непогано, хоча очевидною є потреба ретельної реставрації пам'ятки.

## Галерея
Фасад палацу
Палац (школа) і добудова: головний фасад, фонтан, галявина та спортивний майданчик 
 Палац 2008 року ще чистенький, посилення руйнації з 2009 до 2012 року

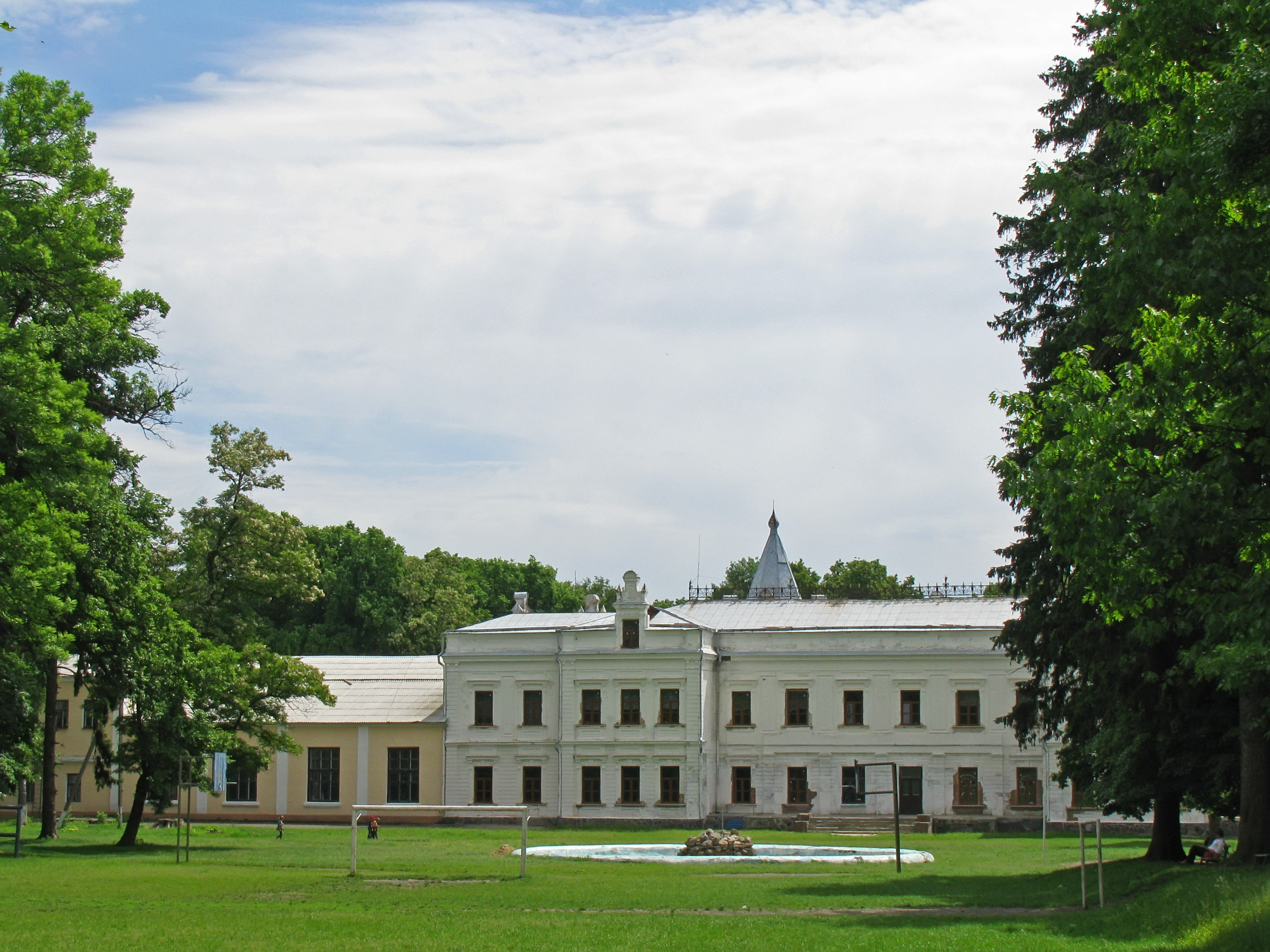
палац 8 червня 2009
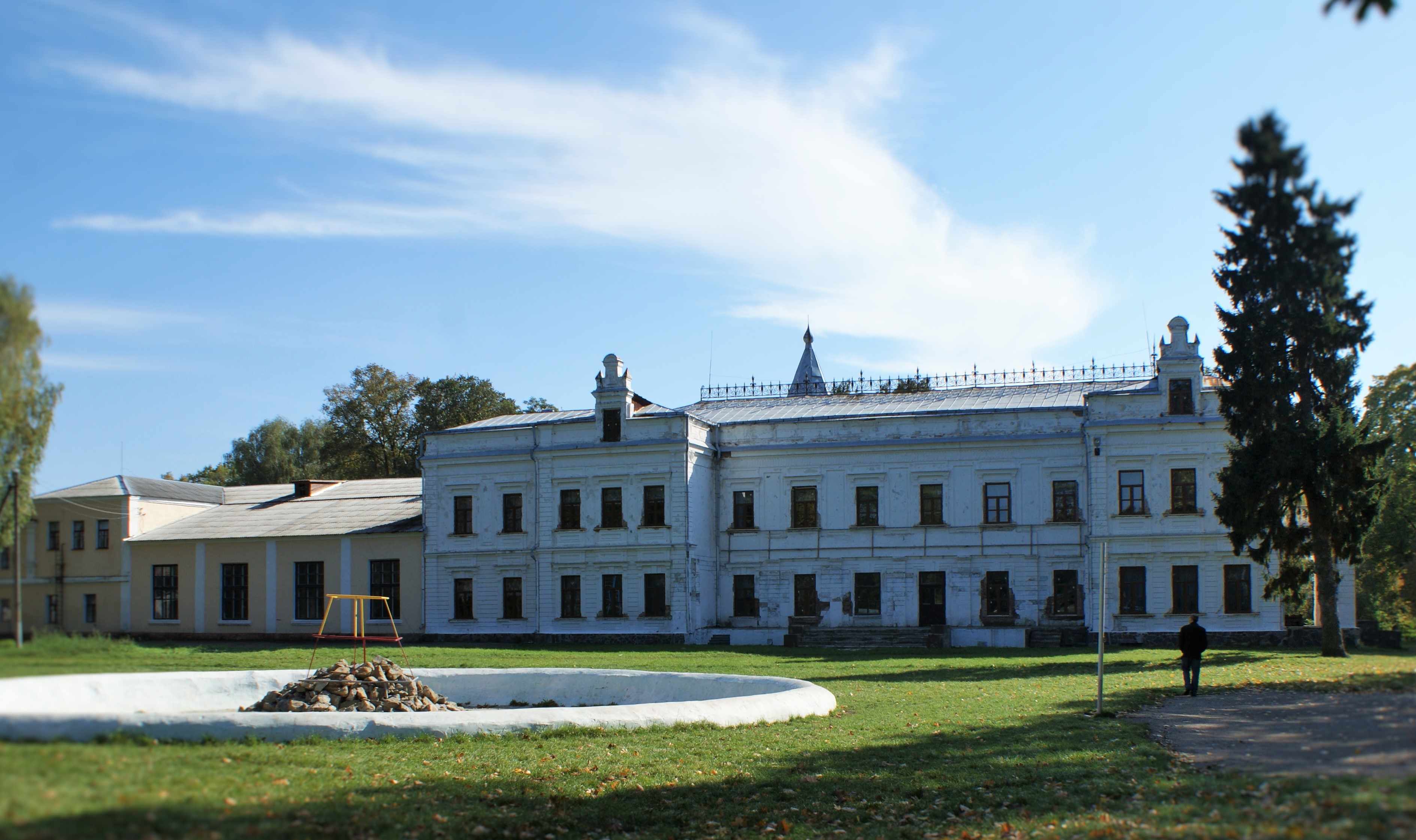
28 вересня 2012
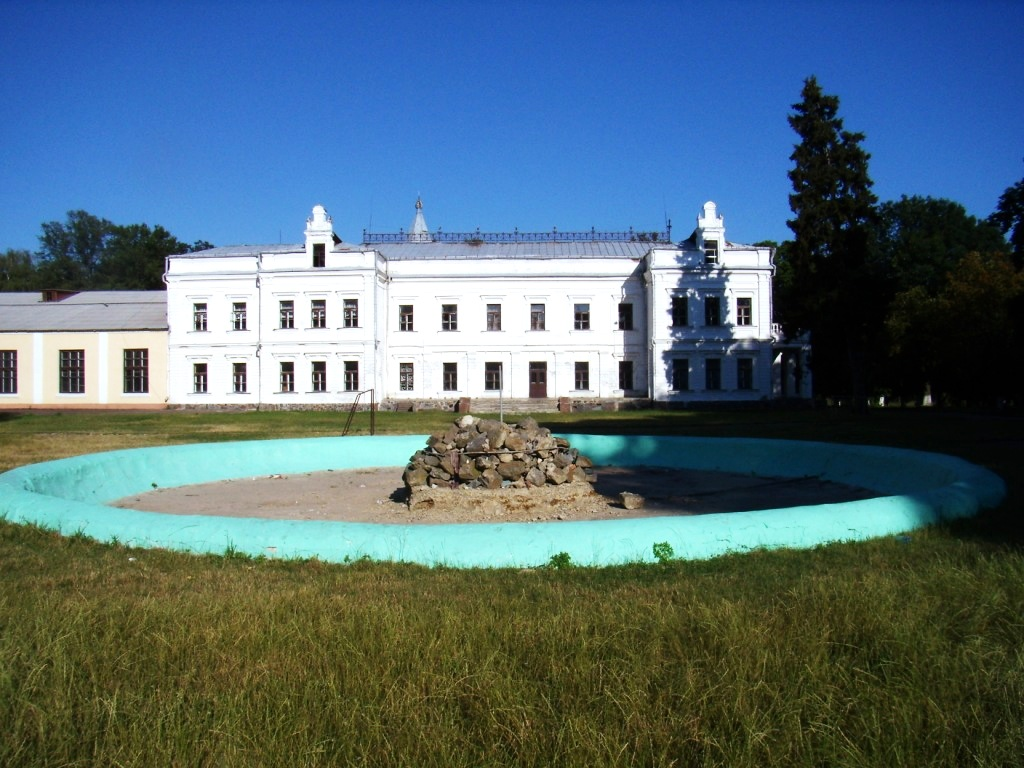
13 липня 2008